# Международный линейный коллайдер

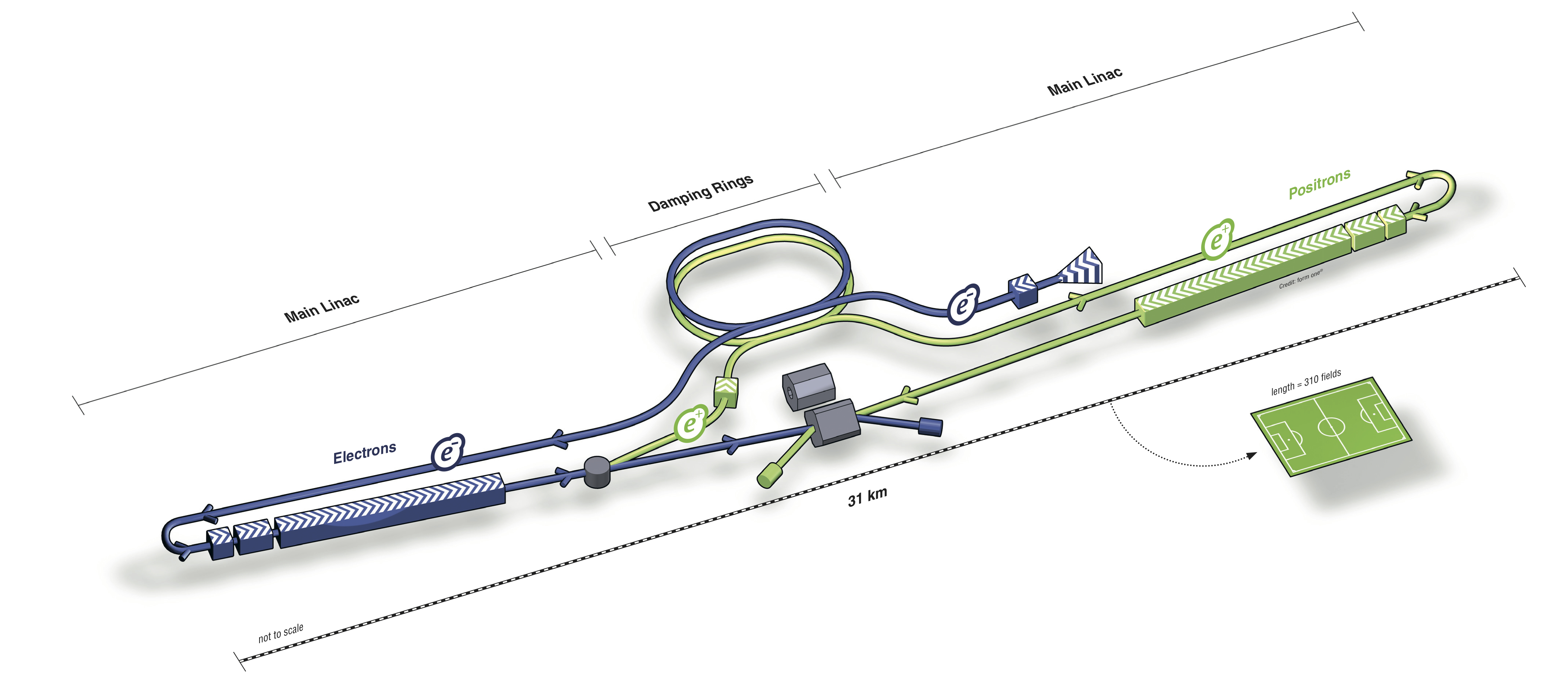
Общая схема ускорительного комплекса, согласно TDR

Междунаро́дный лине́йный колла́йдер (англ. International Linear Collider, ILC) — проект международного линейного коллайдера. Стоимость новой установки оценивается в 7,8 млрд долларов США (в ценах января 2012 года). 12 июня 2013 года опубликован технический проект (Technical Design Report) установки.

## Общие сведения
Электрон-позитронный коллайдер на энергию 500 ГэВ в пучке будет состоять из двух линейных ускорителей длиной 12 км каждый, пучки которых будут направлены навстречу друг другу. Общая длина установки оценивается в 31 км. Впоследствии ускоритель может быть дополнен новыми секциями, вследствие чего длина установки возрастёт до 50 км, а энергия — до 1 ТэВ.
Предположительное место для строительства — горы Сэфури на южном японском острове Кюсю, либо окрестности города Китаками на севере основного острова Хонсю.
Ожидалось, что строительство нового коллайдера будет завершено в середине 2020-х годов.

## Предпосылки для использования линейных коллайдеров
Идея линейных электрон-позитронных коллайдеров появилась давно, и связана с несколькими обстоятельствами. В отличие от протонов, электрон является простой «точечной» частицей, без внутренней структуры, поэтому сталкивать электроны с позитронами выгодно — в случае взаимодействия частиц вся энергия идёт на образование связанных состояний. Кроме того, события более чистые, проще для интерпретации детекторами, а многие хорошо изученные процессы (например, упругое рассеяние электрона и позитрона) используются для калибровок систем детектора.
Ультрарелятивистский электрон, движущийся по криволинейной орбите в поперечном магнитном поле, теряет энергию в виде электромагнитного излучения. Потери энергии в циклическом ускорителе быстро растут с энергией. Так, для накопителя LEP с энергий 104,5 ГэВ в пучке и радиусом кривизны в поворотных магнитах 3500 м, потери энергии частиц за один оборот составляли почти 3 ГэВ, а мощность 128 ускоряющих резонаторов, восполняющих потери пучка на синхротронное излучение, достигала 50 МВт. Дальнейшее повышение энергии частиц требует несоразмерного увеличения размера кольца и наращивания мощности ускоряющей структуры.
Линейный коллайдер не предполагает синхротронного излучения на полной энергии пучков, а кроме того, позволяет намного сильнее сфокусировать пучок частиц в область взаимодействия, поскольку после взаимодействия пучки не должны сохранять устойчивость. Недостаток линейного коллайдера состоит в однократном использовании пучка — при столкновении встречных сгустков частиц лишь малая доля их провзаимодействует, остальные будут сброшены в поглотитель.
До сих пор единственным реализованным линейным коллайдером остаётся Stanford Linear Collider (SLC) на энергию 45 ГэВ в пучке, работавший в 1987—1998 годах в лаборатории SLAC.

## История
Разными группами разрабатывалось несколько проектов линейных коллайдеров. В 2004 году проекты NLC (Next Linear Collider), GLC (Global Linear Collider) и TESLA (Teraelectronvolt Energy Superconducting Linear Accelerator) были объединены в один — ILC, основанный на использовании сверхпроводящих ускоряющих резонаторов. В 2005 году была сформирована команда GDE (Global Design Effort) для выработки технического проекта ILC.
Параллельно ILC продолжает развиваться ещё один проект линейного коллайдера — CLIC (Compact LInear Collider).
В СССР командами Института ядерной физики СО РАН и Института физики высоких энергий развивался проект ВЛЭПП (сокр. от «встречные линейные электрон-позитронные пучки»).